# NOW 18
Now (That's What I Call Music 18) er et dansk opsamlingsalbum udgivet 13. november 2006 i kompilation-serien NOW Music.

## Spor
1. Scissor Sisters: "I Don't Feel Like Dancin'"
2. Robbie Williams: "Rudebox"
3. Rihanna: "Unfaithful"
4. Justin Timberlake feat. Timbaland: "Sexyback"
5. Nik & Jay: "Når Et Lys Slukkes"
6. Christina Aguilera: "Ain't No Other Man"
7. Jokeren feat. L.O.C & Niarn: "Gravøl"
8. Nelly Furtado feat. Timbaland: "Promiscuous"
9. Thomas Helmig: "Aldrig Sige Aldrig Mere"
10. Shakira feat. Carlos Santana: "Illegal"
11. Chamillionaire: "Ridin'"
12. Bryan Rice: "Can't Say I'm Sorry"
13. Pussycat Dolls: "Buttons"
14. Darin: "Step Up"
15. Keane: "Crystal Ball"
16. Outlandish: "I Only Ask Of God"
17. Erann: "Thelma"
18. Fergie: "London Bridge"
19. Eamon: "(How Could You) Bring Him Home"
20. P!nk: "U + Ur Hand"